# Oswald Wirth
Oswald Wirth (5 august 1860 – 9 martie 1943) a fost un ocultist care s-a născut în Elveția și a trăit în Franța. Personalitate polivalentă, s-a ocupat de ocultism, astrologie, hermetism, studiul magnetismului, al tarotului și altele. A avut și o îndelungă activitate ca mason, pe parcursul a aproape șase decenii. 

## Biografie
Joseph Paul Oswald Wirth s-a născut pe 5 august 1860 la Brienz, localitate de 2 500 de locuitori pe malul lacului cu același nume în cantonul Berna, Elveția.
A fost inițiat ca mason pe 24 ianuarie 1884 în loja Beneficiența din Chalon aparținând Marelui Orient al Franței. În mod succesiv a fost membru a trei obediențe masonice franceze. Prima obediență a fost Marele Orient al Franței, urmată de Marea Lojă Simbolică Scoțiană (obediență franceză) și de Marea Lojă a Franței. A militat activ pentru unirea acestor ultime două obediențe, unire care s-a produs pe 18 decembrie 1896.
În 1886 a avut loc un eveniment important în cariera sa: l-a întâlnit pe ocultistul francez Stanislas de Guaita, căruia i-a devenit secretar particular și confident pentru o perioadă de 12 ani.
A scris un număr impresionant de lucrări tratând temele care îl interesau în mod predilect: inițierea, magnetismul, tarotul, zodiacul. Merită să fie amintite aici Le Tarot des Imagiers du Moyen Age, publicată în 1924 și un manual de simbologie interpretativă, Masoneria explicată adepților săi, prima ediție 1894, re-editat ulterior de numeroase dăți, cu multiple modificări. Primul volum se adresa ucenicilor, ulterior a publicat manuale și pentru celelalte două grade. 
El, personal, considera ca opera principală a carierei sale înființarea revistei Le Symbolisme, în 1912.
A murit pe 9 martie 1943 și este înmormântat la Mouterre-sur-Bourde, la sud de Poitiers, în Franța.
1. ↑  Autoritatea BnF, accesat în 10 octombrie 2015